# Fokker Aircraft Corporation of America
Die Fokker Aircraft Corporation of America war ein US-amerikanischer Flugzeughersteller der 1920er Jahre.

## Geschichte

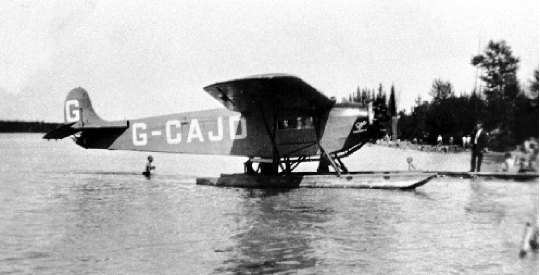
Kanadische Universal der Western Canada Airways (G-CAJD, Werknr. 430)

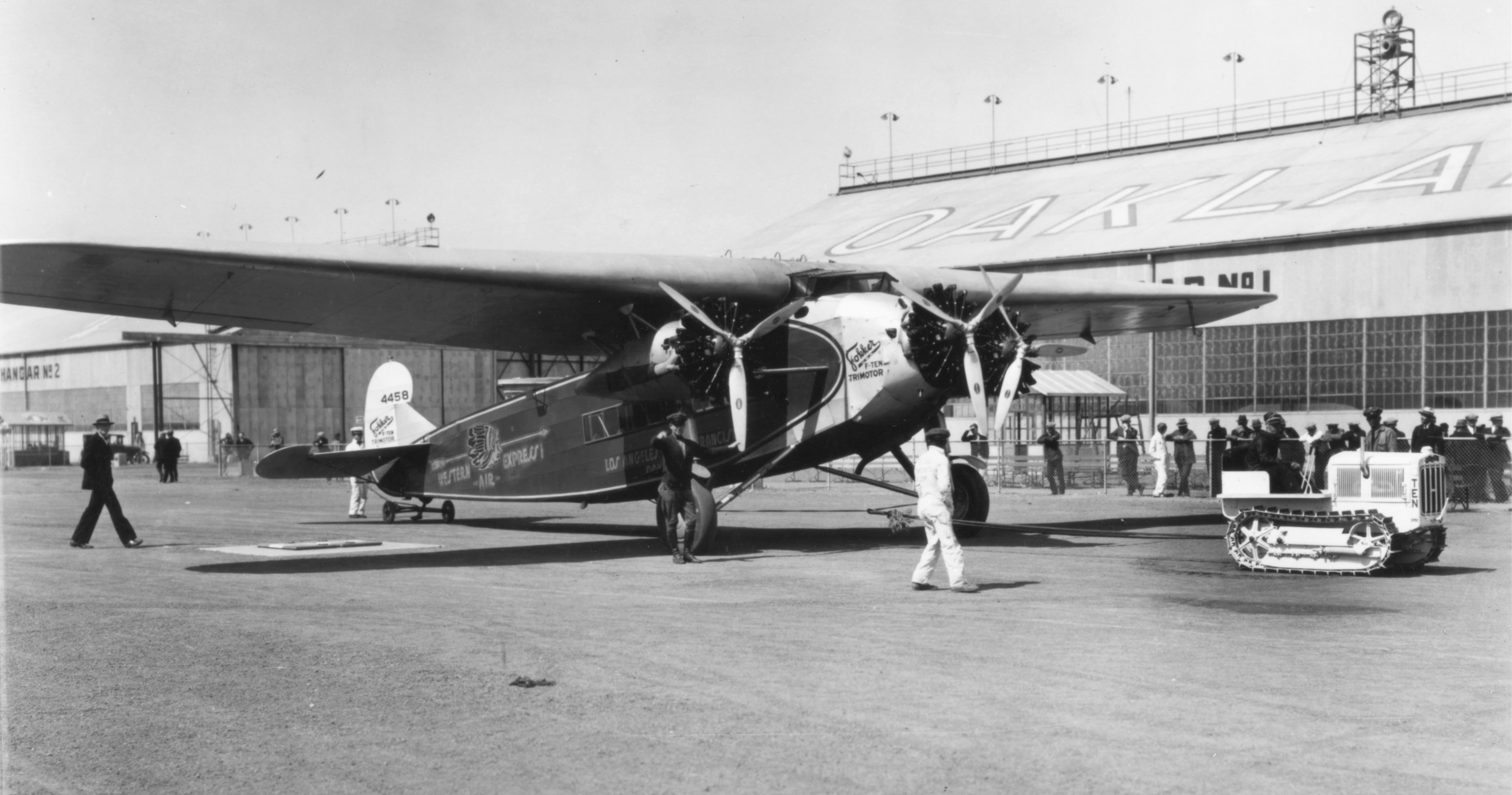
Erste an Western Air Express gelieferte F-10 (Prototyp, Werknr. 1000)

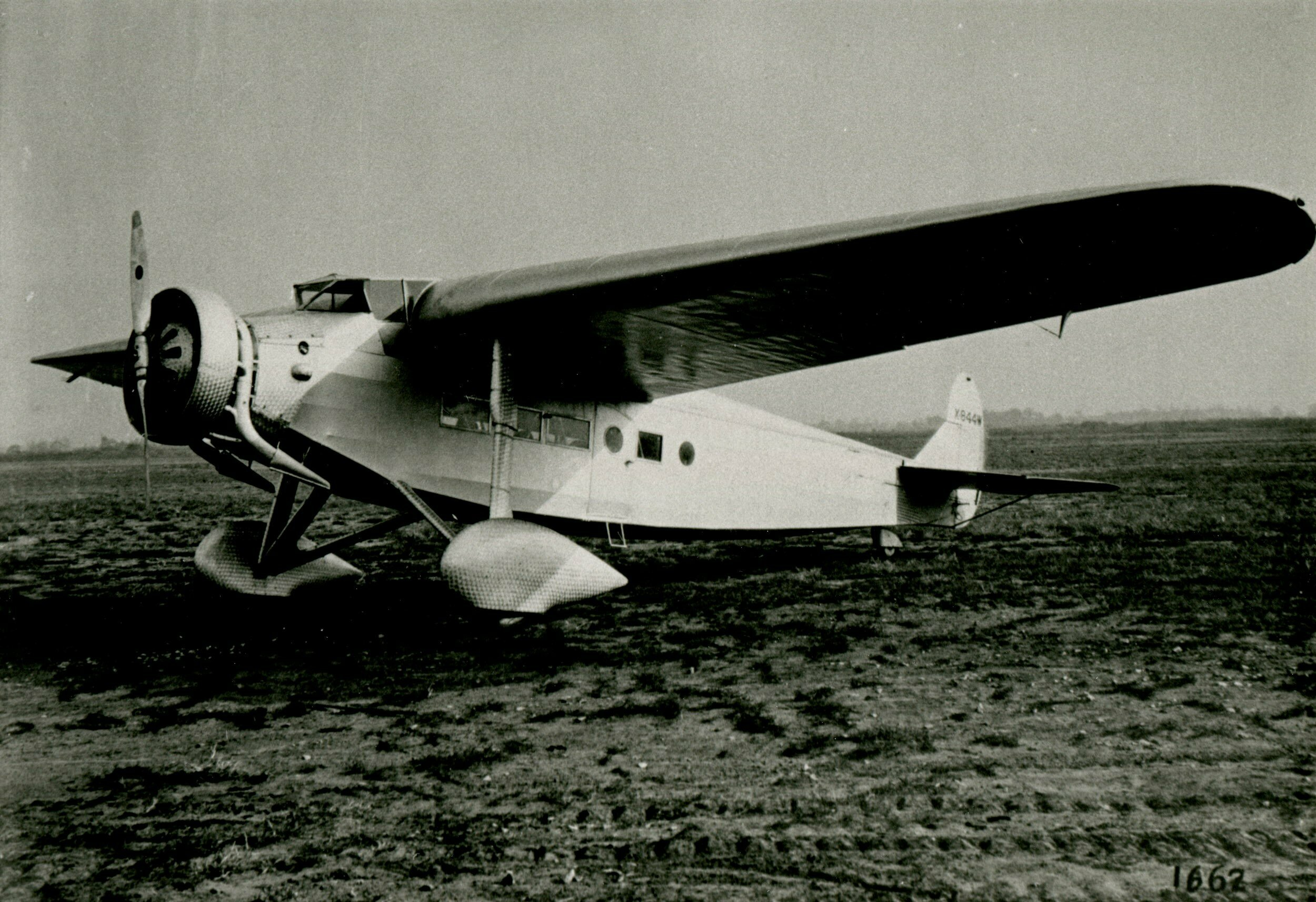
Die einzige gebaute F-14A (Werknr. 1421, Kennzeichen NC844W, später in Kanada CF-AUD)

Der Ursprung des Unternehmens geht zurück auf die Netherlands Aircraft Manufacturing Company in New York, die für die Vermarktung von in den Niederlanden gebauten Fokker-Flugzeugen gegründet wurde. Geführt wurde sie von dem Ingenieur Robert B. C. Noorduyn, der vom Fokker-Werk Amsterdam kam. Es wurden aber nur wenige in Holland hergestellte Zivilflugzeuge in den USA verkauft, einige waren militärische Maschinen für den United States Army Air Service. (Darunter PW-6, PW-7, CO-4, T-2, PW-5, TW-4, FT-1) Der Markt für kommerziell verwendbare Flugzeuge wurde in den Nachkriegsjahren jedoch von der Vielzahl überzähliger Militärmaschinen dominiert.
General William Mitchell besuchte 1921/22 die Niederlande und war in der Folge ein starker Verfechter der Fokker-Bauweise. Netherlands Aircraft Company erhielt danach einen Auftrag zum Bau von etwa 135 Rümpfen mit geschweißter Edelstahlstruktur statt der originalen Holzbauweise. Die Maschinen erhielten die Bezeichnung DH-4M-2. Um mit der Erfüllung des Auftrags beginnen zu können, leaste das Unternehmen die leerstehenden Einrichtungen der Witteman-Lewis Corporation in Teterboro (New Jersey) und Fokker gründete im Dezember 1923 die neue Gesellschaft Atlantic Aircraft Corporation; Noorduyn blieb weiterhin als Generaldirektor (General Manager) im Unternehmen tätig. Neben Atlantic Aircraft gab es mit der Fokker Aircraft Corporation parallel noch eine weitere Fokker-Organisation in den USA. Diese ersetzte nach der Gründung von Atlantic das bisherige US-Büro von Fokker und diente als Lizenznehmer für die holländischen Fokker-Patente.
Anthony Fokker plante die Teilnahme an der ersten Ausgabe der Ford National Reliability Tour 1925 mit einem eigenen Flugzeug. Dazu ließ er im Fokker-Stammwerk in den Niederlanden erstmals eine einmotorige F.VII mit drei aus den USA gelieferten Wright J-4B, die jeweils 200 PS leisteten, zu einer dreimotorigen Variante modifizieren. Nach Abschluss des Wettbewerbs verlieh Fokker die neue F.VII/3m zur Erprobung an den Air Service. Danach wurde das Flugzeug zur Begutachtung durch Henry Ford, nach Detroit (Michigan) überführt. Dieser kaufte es und benannte es nach seiner Enkelin Josephine Ford. Richard Byrd setzte die Maschine dann im Mai 1926 bei seinem Arktis-Flug ein.
Im Herbst 1925 änderte die Atlantic Aircraft Corp. ihren Namen zu Fokker Aircraft Corporation. Neue Betriebseinrichtungen wurden wegen der zunehmenden Firmenaktivitäten in Passaic (New Jersey) notwendig. Im Mai 1929 hatte sie etwa 1100 Beschäftigte. Zu dieser Zeit entdeckte General Motors die Gewinnmöglichkeiten im Luftfahrtsektor und übernahm 41 % der Aktien von Fokker, was auch mit einer Umorganisation des Managements einherging. Anthony Fokker blieb im Unternehmen als Technischer Direktor, während Edward V. Rickenbacker als Vizepräsident im Verkaufsbereich agierte.
Der Absturz einer F-10 der Transcontinental and Western Air am 31. März 1931, der wegen des an Bord befindlichen Football-Coachs Knute Rockne eine hohe mediale Aufmerksamkeit erreichte, führte praktisch zum Ende der Bauweise mit freitragenden Holz-Tragflächen (siehe auch Transcontinental-and-Western-Air-Flug 5). Auslöser hierfür war die Forderung des Department of Commerce zur Sicherheitsüberprüfung der Tragflächen in festgelegten Abständen, was für die Fluggesellschaften nur mit hohen Kosten zu erfüllen gewesen wäre. Das Geschäft mit dreimotorigen Verkehrsflugzeugen ging damit für Fokker America dem Ende zu und Ganzmetallflugzeuge stellten den neuen Standard dar.
Fokker Aircraft Corp. änderte seinen Namen in General Aviation Manufacturing Corp. (GAMC) und zog 1931 in das alte Werk von Curtiss-Wright in Dundalk (Maryland), einem Vorort von Baltimore. Dies war ein modernes Werk, das ursprünglich von Curtiss-Caproni für den Bau von Caproni-Flugzeugen gebaut worden war. In diesem Werk wurden dann für das USAAC die YO-27 und für die US Coast Guard die AF-15 gebaut.
Zum Zeitpunkt des Umzugs zog sich Anthony Fokker aus dem Unternehmen zurück und wurde durch Herbert V. Thaden von der Thaden Aircraft Company ersetzt,
Im Jahr 1930 war die Berliner Joyce Aircraft Corporation mit der General Aviation Corp., der Holding-Gesellschaft für die GAMC, vereinigt worden. Die typische Fokkerauslegung wurde danach komplett fallengelassen und Virginius E. Clark konstruierte mit der GA-43 ein kleines, einmotoriges Ganzmetallflugzeug mit Glattblechbeplankung und Einziehfahrwerk für acht Passagiere. Es wurden lediglich fünf Maschinen dieses Musters gebaut. Das letzte Flugzeugprojekt der GAMC war die dreimotorige GA-38, die als zwölfsitzige Verkehrsmaschine mit der Douglas DC-1 konkurrieren sollte. Nachdem die TWA eine Flotte der verbesserten DC-2 geordert hatte, gab GAMC das GA-38-Projekt auf und verschrottete den teilweise fertiggestellten Prototyp.
Im November 1934 übernahm North American Aviation die Geschäfte der General Aviation Manufacturing Corp. und gliederte sie als Abteilung für den Flugzeugbau ein. Im Dezember 1934 zog die Abteilung nach Inglewood (Kalifornien). Damit endete endgültig die Geschichte der amerikanischen Fokker-Werke.

## Produzierte Baumuster
|          | Name                 | Anmerkung                                                  |
| -------- | -------------------- | ---------------------------------------------------------- |
| Model 1  | DH-4M-2              | etwa 135 Umbauten                                          |
| Model 2  | Fokker S.III         | 1 importiert                                               |
| Model 3  | Fokker C.IV          | 8 gebaut                                                   |
| Model 4  | Universal            | 45 gebaut                                                  |
| Model 5  | XLB-2                | 1 gebaut, zweimotorige Bomberversion der C-2 Trimotor      |
| Model 6  | Trimotor             | 20 gebaut (?)                                              |
| Model 7  | C-2 Trimotor         | 11 gebaut (nur Montage von NL-Teilen)                      |
| Model 8  | Super Universal      | 80 gebaut, + 15 in Canada und 120 durch Nakajima in Lizenz |
| Model 9  | F-11 Amphibienflugz. | 6 gebaut                                                   |
| Model 10 | F-10 Super Trimotor  | 63 gebaut                                                  |
| Model 11 | Fokker-Hall H-51     | 1 gebaut                                                   |
| Model 12 | F-32                 | 7 gebaut                                                   |
| Model 13 | nicht verwendet      |                                                            |
| Model 14 | F-14/C-14            | 34 gebaut                                                  |
| Model 15 | GA-15/FLB/PJ-1,2     | 5 gebaut                                                   |
| Model 16 | YO-27/B-8            | 14 gebaut                                                  |
| Model 17 | XA-7                 | 1 gebaut                                                   |
| Model 18 | XFA-1                | 1 gebaut                                                   |